# Cumberland County, Tennessee
Cumberland County är ett administrativt område i delstaten Tennessee, USA. År 2010 hade countyt 56 053 invånare. Den administrativa huvudorten (county seat) är Crossville.

## Geografi
Enligt United States Census Bureau har countyt en total area på 1 774 km². 1 765 km² av den arean är land och 9 km² är vatten.

### Angränsande countyn
- Fentress County - nord
- Overton County - nordväst
- Morgan County - nordost
- Roane County - öst
- Rhea County - sydost
- Bledsoe County - syd
- Van Buren County - sydväst
- White County - väst
- Putnam County - nordväst

### Orter
- Bowman
- Crossville (huvudort)